# Михайловка (Бедеево-Полянский сельсовет)
Михайловка (баш. Михайловка) — упразднённая деревня в Благовещенском районе Республики Башкортостан России. Входила в состав Бедеево-Полянского сельсовета.

## География
Находилась на реке Уса.

### Географическое положение
Расстояние до (на 1 января 1969):
- районного центра (Благовещенск): 53 км,
- центра сельсовета (Бедеева Поляна): 3 км,
- ближайшей ж/д станции (Загородная): 67 км.

## История
Упразднена Законом № 211-з от 20 июля 2005 года «О внесении изменений в административно-территориальное устройство Республики Башкортостан в связи с образованием, объединением, упразднением и изменением статуса населённых пунктов, переносом административных центров».

## Население
На 1 января 1969 года проживали 77 человек; преимущественно русские.

## Инфраструктура
Было развито сельское хозяйство.

## Транспорт
Деревня стояла у автодороги межмуниципального значения Благовещенск — Павловка (идентификационный номер 80 ОП МЗ 80Н-184).